# Черноголовина, Галина Васильевна
Гали́на Васи́льевна Черноголо́вина (15 марта 1929, Омская область — 4 июля 2015, Протвино, Московская область) — советская и российская писательница, публицист, педагог, член Союза писателей СССР и России.

## Биография
Родилась в селе Знаменское Омской области. Её отец — профессор Черноголовин, Василий Петрович (1903—1979) — академик Сельскохозяйственной академии наук КазССР, доктор сельскохозяйственных наук, профессор Казахского сельскохозяйственного института. Мать — Петрова Мария Евгеньевна (1906—1934), учительница.
В Знаменском прошли первые годы детства Черноголовиной. Затем она с семьёю переехала на Кубань, сначала в село Медовеевка, а потом в станицу Ильскую. Во время войны станица Ильская была занята немцами, по её окраине проходил фронт. Впечатления военных лет впоследствии отразились в творчестве писательницы (повесть «Свеча за красным стеклом», автобиографические рассказы «О, Пушкин детства моего», «Детство мое грозовое»).
В 1946 году Галина Черноголовина поступает на факультет русского языка и литературы Хабаровского педагогического института и оканчивает его в 1950 году. Едет работать вместе с мужем, Бобылевым Геннадием Александровичем, в село Новокуровка Хабаровского края. Преподаёт русский язык и литературу, в 1954 году становится директором Новокуровской средней школы.
Первая публикация — в краевом литературно-художественном журнале — состоялась в июле 1952 года (стихи «Солнце взойдет!»). Галина Черноголовина пишет сначала стихи, но затем, по совету известного писателя А. И. Алдан-Семёнова обращается к прозе. 
В 1956 году Галину Черноголовину приглашают заведовать детской редакцией Хабаровского краевого радиовещания. В Хабаровском книжном издательстве в 1960 году печатается книга её рассказов — «Цветы голубики». 
С 1962 по 1985 год в различных издательствах страны выходит в свет серия книг Г. Черноголовиной для детей. В 1963 году Г. В. Черноголовина переезжает в Алма-Ату.
Большую роль в литературной судьбе писательницы сыграл главный редактор литературно-художественного журнала «Простор» Иван Петрович Шухов. Дань его памяти Г. Черноголовина отдаёт в очерке «С испытательным сроком» (1979) и в документальной повести «Светлое сретение» (1992). 
В 1966 году Г. В. Черноголовина становится членом Союза писателей СССР. С 1963 по 1974 год она работает в журнале «Простор» (литсотрудник, зав. редакцией публицистики, заместитель главного редактора). 
С 1976 по 1983 год Г. В. Черноголовина являлась председателем совета по русской литературе при секретариате Союза писателей Казахстана.
Значительное место в её творчестве занимает художественная публицистика. В течение двух десятилетий Галина Черноголовина пишет серию очерков и документальных книг, посвящённых сельскому хозяйству. В очерке «Наука, засуха, урожай» (1963), документальной повести «Корни хлеба» (1984) и других публицистических произведениях писательницы раскрывается большое значение безотвальной обработки почвы для сельского хозяйства страны, создаются образы учёных — создателей почвозащитной системы земледелия (Бараева А. И., Зайцевой А. А. и др.). Темы и идеи публицистики Черноголовиной получают своё развитие в романах и повестях: «Июнь без дождей» (1974), «Два дня до весны» (1977), «Зона риска» (1981), «Встречный иск» (1989).
В 1993 году Г. В. Черноголовина уезжает в Россию (сначала в посёлок Кременки Калужской области, затем в город Протвино Московской области). В 90-е годы XX столетия Галина Черноголовина создаёт ряд циклов лирических стихотворений. 
Одно из центральных мест в поэтическом творчестве Г. Черноголовиной последних лет занимает цикл «Венок княгине», посвящённый Екатерине Романовне Дашковой. Развитием этой темы стала поэтическая хроника «Княгиня северной весны», изданная в 2003 году. В течение последних лет писательница вела работу над романом «Крестница Елизаветы» о детстве и юности Дашковой. Художественное творчество Галины Черноголовиной опирается на научную историческую основу: писательница, будучи членом Воронцовского и Дашковского обществ, принимала активное участие в исследовании биографии Е. Р. Дашковой, выступая на конференциях и семинарах, публикуя результаты своих научных изысканий в специальных изданиях. Главы из романа «Крестница Елизаветы» были напечатаны в ежегоднике Московского гуманитарного института им. Дашковой, размещены на сайте библиотеки г. Протвино. Заметное место в позднем творчестве писательницы занимали автобиографические мотивы, получившие отражение в рассказах «О, Пушкин детства моего» (2008) и «Детство мое грозовое» (2010), «Листок из школьной тетрадки» (2012). Последней книгой Г. В. Черноголовиной, изданной при её жизни, стал сборник стихов «Вечерний романс»(2014), отмеченный грамотой Союза писателей России «Лучшая книга 2014 года».
Скончалась 4 июля 2015 года. Похоронена на кладбище «Вязовня» в Калужской области.

### Произведения, опубликованные в периодической печати

#### Стихи
- Солнце взойдет! // Дальний Восток: Литературно-художественный журнал. — 1952, июль-август, № 4.
- Первоклассники // Тихоокеанская звезда. — 31 августа 1952, № 207.
- Сочинение // Первый запев: Коллективный сборник. — Хабаровск, 1955.
- Мальчик из Сорренто // Первый запев: Коллективный сборник. — Хабаровск, 1955.
- Нет сюжета у книги весны. Цикл стихов // Простор, 2010. № 3.
- Пока живу — надеюсь. Цикл стихов // Избранное. Альманах. — Протвино, 2010
- Венок для княгини. Цикл стихов: Электронный ресурс. Режим доступа: http://www.protvinolib.ru/ekaterina_dashkova/chernogolovina.htm (недоступная+ссылка)
- Поздний романс. Цикл стихов: Электронный ресурс. Режим доступа: http://www.protvinolib.ru/images/romance.pdf (недоступная+ссылка)
- Плачь, душа. Стихи разных лет: Электронный ресурс. Режим доступа: http://www.plachdusha.ru/index.php?option=com_content&view=article&id=55:2012-02-01-01-53-00&catid=4:2009-05-11-18-23-27&Itemid=8
- Княгиня северной весны. Цикл стихов // Великороссъ, 2013, № 4 (10).
- Земля отцов. Цикл стихов // Великоросс, 2014, № 3 (март).

#### Рассказы
- Цветы голубики // Дальний Восток, 1953 № 4.
- Урок //Дальний Восток, 1955 № 4.
- Сады весенние // Дальний Восток, 1956 № 2.
- Багульниковая сопка // Дальний Восток, 1958 № 3.
- Невестка // Молодой дальневосточник, 8-9 мая 1957 г., № 90-91.
- Бабочка с дальних лугов // Альманах «Рассвет» — Хабаровское книжное издательство, 1959.
- Дед-непосед и его внучата // Альманах «У моря студеного» — Магаданское книжное издательство, 1960.
- Урок // Биробиджанская звезда, 7 октября 1958 г., № 198.
- Отцовская поляна // Биробиджанская звезда, 21 июня 1959, № 120.
- Чей рядок? // Молодой дальневосточник, 23 июня 1959 г.
- Шальные дрожжи // Сельская жизнь, 13 июня 1964, № 138.
- Лодка в протоке // Простор, 1964, № 9.
- Вот вылетит птичка // Простор, 1967, № 7.
- Детство мое грозовое // Дети войны. Дети о войне: Коллективный сборник. — Протвино, 2010.
- О, Пушкин детства моего! // Всероссийский праздник русского языка, приуроченный к Пушкинским дням: Альманах лучших работ участников. Орел, 2008.
- Листок из школьной тетрадки // Начало: Воспоминания членов Воронцовского общества. Коллективный сборник. — Петушки, 2012.
- Битвы поле роковое // Камертон. Сетевой журнал, № 82 — август 2016. Режим доступа:http://webkamerton.ru/2016/08/bitvy-pole-rokovoe/

#### Очерки
- Главная фигура // Тихоокеанская звезда, 19 ноября 1957, № 272.
- «Наука, засуха, урожай» // Простор, 1963 № 12.
- Десять нетипичных лет // Простор, 1967, № 10.
- «Земля потомков» // Простор, 1968 № 11.
- «Законодатели урожая» // Операция «Жизнь». Коллективный сборник. — Издательство «Казахстан, Алма-Ата, 1969.
- Поле на вечерней заре» // Простор, 1973 № 12.
- Первоцелинники // Простор, 1974, № 2.
- Солнечный цикл и земные дела // 1975, № 3.
- Женские судьбы // Простор, 1975, № 10.
- Время новых возможностей // Простор, 1976, № 10.
- С испытательным сроком // Воспоминания об Иване Шухове. Сборник. — Алма-Ата: Жазушы, 1979,
- Земляки // Простор, 1982, № 4.
- Заземленье // Простор, 1983 № 1.
- «Руки творца» // Простор, 1983 № 8.
- Корни // «Литературная Россия», газета. 27 апреля 1984 г., № 18.
- В земле наши корни // Огни Алатау, 1988, 19 ноября, № 234
- Крутые овраги // Правда, 10 октября 1989 г., № 283.
- Храм на холме // Великороссъ. Литературно-исторический журнал. — М., 2013, № 3 (9).
- Поле на вечерней заре // Камертон. Сетевой электронный литературный журнал. Режим доступа: http://webkamerton.ru/2014/03/pole-na-vechernej-zare/

#### Повести
- Свеча за красным стеклом // Простор, 1968 № 8.
- Июнь без дождей // Простор, 1972 № 5.
- Светлое сретенье // Журнал «Нива». — Целиноград — 1992 г. № 4.
- На целинных ветрах // «Костёр». — Ленинград, 1979 г. № 4-7.

#### Романы
- Два дня до весны // Простор, 1976 № 1-2.
- Зона риска // Простор, 1981 № 1-2.
- Встречный иск // Простор, 1986 № 6-7.
- Глава из романа «Крестница Елизаветы» «Крестины» // Литературный сборник МГИ им. Дашковой. — Москва, 2008, с. 29-41.
- Глава из романа «Крестница Елизаветы» «Детский бал» // Литературный сборник МГИ им. Дашковой. — Москва, 2010, c. 173—188.
- Глава из романа «Крестница Елизаветы» «Сговор на Мясопустной»: Электронный ресурс. Режим доступа: http://www.protvinolib.ru/images/sgovor.pdf (недоступная+ссылка)

#### Статьи
- Как растут книги // Детская литература, июль 1983, № 7.
- Увидеть день текущий // Казахстанская правда от 1 марта 1983 г.
- Легендарное поле целины. Заметки писателя // Вечерняя Москва, 5 марта 1984.
- Как приходит тема // Огни Алатау. Газета. — Алма-Ата, 13 сентября 1985 г.
- Писатель горьковской школы. Линия правды и мужества: к 80-летию со дня рождения И. П. Шухова // Казахстанская правда, 16 августа 1986 г.
- Что посеешь: размышления // Казахстанская правда, 14 июня 1989.
- Эхо болезненного крика: размышления // Немецкая газета — еженедельное приложение к «Дойче альгемайне цайтунг». — Алма-Ата: Издательство ЦК компартии Казахстана, 2 марта 1991 г., № 4.
- Негромкий колокол добра: к 85-летию со дня рождения И. П. Шухова // Казахстанская правда, 10 августа 1991 г.
- «Зачем человеку совесть»: (раздумья писателя) // Советы Казахстана. Газета. — Алма-Ата, 18 января 1992 г.
- «Мусор и ветер» (полемические заметки) // Бирлесу. Газета. — Алма-Ата, февраль, № 4.
- В душе светло, заснежено и тихо (о творчестве поэтессы Л.Филатовой) // Весть. — Калуга, 1 июля 1993.
- «Пленница злоязычия» // «В защиту чести и достоинства графа Р. И. Воронцова, княгини Е. Р. Дашковой и светлейшего князя М. С. Воронцова»: Коллективный сборник. — Санкт-Петербург, 2009.
- Мои возражения М. М. Сафонову // «В защиту чести и достоинства графа Р. И. Воронцова, княгини Е. Р. Дашковой и светлейшего князя М. С. Воронцова»: Коллективный сборник. — Санкт-Петербург, 2009.
- Ищите женщину // Е. Р. Дашкова и XVIII век. Сборник исследований. — М.: Московский гуманитарный институт им. Е. Р. Дашковой, 2012.
- Вещая кровь земли // Литературный Петербург, газета СП России, март 2004, № 51.
- Тайность сердца // Литературный Петербург, газета СП России, октябрь 2004, № 54.
- Сценарий сватовства князя Дашкова // Труды Воронцовского общества. Вып.16. — Санкт-Петербург: Санкт-Петербургский центр истории идей, 2013.
- Отражённая в веках: Е. Р. Дашкова в публицистической и художественной литературе разных периодов российской истории / Г. В. Черноголовина, И. Б. Карпова // Е. Р. Дашкова и русская культура: От эпохи Просвещения к современности. — М.: МГИ им. Е. Р. Дашковой, 2014. — С. 189—213.
- Ужель та самая Татьяна: воронцовские и дашковские мотивы романа в стихах А. С. Пушкина «Евгений Онегин» / Г. В. Черноголовина // Е. Р. Дашкова и Екатерина Великая: Культурное наследие и современность. — М.: МГИ им. Е. Р. Дашковой, 2014. — С. 259—271.

### Книги
- Цветы голубики: рассказы. — Хабаровск: Хабаровское книжное издательство, 1960. — 95 с.
- Мальчик-мазайчик: рассказы для среднего школьного возраста. — Хабаровск: Хабаровское книжное издательство, 1962. — 112 с., ил.;
- Капельки амурские: рассказы для младшего школьного возраста. — М.: Детгиз., 1962. — 64 с.;
- Весёлые странички о братце и сестричке. — Хабаровск: Хабаровское книжное издательство, 1962.
- Лодка в протоке: повесть для младшего школьного возраста. — М.: Детская литература, 1966. — 111 с.;
- Робот на час: рассказы для среднего школьного возраста. — Алма-Ата: Жазушы, 1965. — 156 с.
- Тёплая краюшка: повесть для младшего школьного возраста. — М.: Детская литература, 1972. — 95 с., переиздание 1985 г.
- Хрустальный лес: рассказы и повесть для детей младшего школьного возраста. — М.: Детская литература, 1975. — 160 с., ил.;
- «Курлышка»: повесть для младшего школьного возраста. — М.: Детская литература, 1980. — 112 с., ил.;
- Свеча за красным стеклом: повесть. — Алма-Ата: Жазушы, 1968. — 112 с., ил.;
- Июнь без дождей: повесть. — Алма-Ата: Жазушы, 1972. — 135 с.;
- Три волшебных билета: рассказы для среднего школьного возраста. — Алма-Ата: Жазушы, 1973. — 151 с.;
- Земля потомков: очерки. — Алма-Ата: Кайнар, 1976. — 203 с.
- Два дня до весны: роман. — Алма-Ата: Жазушы, 1977. — 167 с.;
- Избранное: повести, роман. — Алма-Ата: Жазушы, 1979. — 436 с.
- Я к вам вернусь: документальные повести, рассказы, очерки. — Алма-Ата: Жазушы, 1984. — 253 с.;
- Чудо-каравай: повести для младшего школьного возраста. — Алма-Ата: Жазушы, 1986. — 134 с.;
- Встречный иск: роман. — Алма-Ата: Жазушы, 1989. — 255 с.;
- Мёртвое колесо: Записки о наболевшем: документально-публицистические очерки, повесть. — Алматы: Жазушы, 1993. — 208 с.
- Княгиня северной весны: поэтическая хроника из жизни Екатерины Романовны Дашковой. — М.: МГИ им. Е. Р. Дашковой, 2003. — 92 с.
- Княгиня северной весны: поэтическая хроника из жизни Екатерины Романовны Дашковой. — 2-е из. доп. — М.: МГИ им. Е. Р. Дашковой, 2010. — 96 с.
- Вечерний романс: стихи и поэма. — М.: ИД «ВЕЛИКОРОСС», ИКП «Путь», 2014. — 240 с. Режим доступа к электронной версии:http://www.velykoross.ru/books/all/article_1427/

## Награды
- Почётная грамота Верховного Совета Казахской ССР — 1979 г.
- Медаль «За трудовое отличие» — 1976 г.
- Памятная медаль А. П. Чехова — 2009 г.
- Серебряная медаль княгини Е. Р. Дашковой «За служение свободе и просвещению» — 2009 г.